# Campo Bom
Campo Bom es un municipio brasileño del estado de Río Grande del Sur.
Su población estimada para el año 2010 era de 60.081 habitantes. 
Ocupa una superficie de 61,4 km².
Cuenta con la primera Iglesia Evangélica del sur del Brasil. También fue el primer municipio brasilero en implementar la bicisenda
su principal industria es la del calzado, siendo Brasil uno de los mayores exportadores del mundo. La ciudad actualmente exporta a varios países, incluyendo Alemania y Francia.